# Давидовац (Параћин)
Давидовац је насеље у Србији у општини Параћин у Поморавском округу. Према попису из 2022. било је 312 становника. Херој Живота Ђурић је овде рођен.
Овде се налазе Црква Св. Арханђела Гаврила у Давидовцу, Запис храст код цркве (Давидовац) и Запис дуд у селу (Давидовац).

## Демографија
У насељу Давидовац живи 379 пунолетних становника, а просечна старост становништва износи 43,3 година (42,4 код мушкараца и 44,3 код жена). У насељу има 127 домаћинстава, а просечан број чланова по домаћинству је 3,63.
Ово насеље је великим делом насељено Србима (према попису из 2002. године), а у последња три пописа, примећен је пад у броју становника.
|  |

| Демографија | Демографија | Демографија |
| Година      | Становника  | Становника  |
| ----------- | ----------- | ----------- |
| 1948.       | 597         |             |
| 1953.       | 612         |             |
| 1961.       | 690         |             |
| 1971.       | 607         |             |
| 1981.       | 578         |             |
| 1991.       | 554         | 510         |
| 2002.       | 461         | 510         |

| Етнички састав према попису из 2002.‍ | Етнички састав према попису из 2002.‍ | Етнички састав према попису из 2002.‍ | Етнички састав према попису из 2002.‍ | Етнички састав према попису из 2002.‍ |
| ------------------------------------ | ------------------------------------ | ------------------------------------ | ------------------------------------ | ------------------------------------ |
|                                      |                                      |                                      |                                      |                                      |
| Срби                                 | Срби                                 |                                      | 459                                  | 99,56%                               |
| Хрвати                               | Хрвати                               |                                      | 1                                    | 0,21%                                |
| непознато                            | непознато                            |                                      | 1                                    | 0,21%                                |

| Година пописа     | 1948. | 1953. | 1961. | 1971. | 1981. | 1991. | 2002. |
| ----------------- | ----- | ----- | ----- | ----- | ----- | ----- | ----- |
| Број домаћинстава | 123   | 130   | 156   | 142   | 144   | 139   | 127   |

| Број чланова      | 1  | 2  | 3  | 4  | 5  | 6  | 7 | 8 | 9 | 10 и више | Просек |
| ----------------- | -- | -- | -- | -- | -- | -- | - | - | - | --------- | ------ |
| Број домаћинстава | 21 | 27 | 16 | 17 | 17 | 20 | 7 | 2 | 0 | 0         | 3,63   |

| Пол    | Укупно | Неожењен/Неудата | Ожењен/Удата | Удовац/Удовица | Разведен/Разведена | Непознато |
| ------ | ------ | ---------------- | ------------ | -------------- | ------------------ | --------- |
| Мушки  | 202    | 49               | 131          | 16             | 6                  | 0         |
| Женски | 191    | 19               | 127          | 39             | 3                  | 3         |
| УКУПНО | 393    | 68               | 258          | 55             | 9                  | 3         |

| Пол    | Укупно                    | Пољопривреда, лов и шумарство | Рибарство                            | Вађење руде и камена | Прерађивачка индустрија       |
| ------ | ------------------------- | ----------------------------- | ------------------------------------ | -------------------- | ----------------------------- |
| Мушки  | 92                        | 5                             | 0                                    | 0                    | 68                            |
| Женски | 39                        | 2                             | 0                                    | 0                    | 19                            |
| УКУПНО | 131                       | 7                             | 0                                    | 0                    | 87                            |
| Пол    | Производња и снабдевање   | Грађевинарство                | Трговина                             | Хотели и ресторани   | Саобраћај, складиштење и везе |
| Мушки  | 2                         | 1                             | 2                                    | 2                    | 5                             |
| Женски | 0                         | 0                             | 4                                    | 2                    | 3                             |
| УКУПНО | 2                         | 1                             | 6                                    | 4                    | 8                             |
| Пол    | Финансијско посредовање   | Некретнине                    | Државна управа и одбрана             | Образовање           | Здравствени и социјални рад   |
| Мушки  | 1                         | 1                             | 0                                    | 1                    | 0                             |
| Женски | 0                         | 0                             | 2                                    | 2                    | 4                             |
| УКУПНО | 1                         | 1                             | 2                                    | 3                    | 4                             |
| Пол    | Остале услужне активности | Приватна домаћинства          | Екстериторијалне организације и тела | Непознато            | Непознато                     |
| Мушки  | 0                         | 0                             | 0                                    | 4                    | 4                             |
| Женски | 0                         | 0                             | 0                                    | 1                    | 1                             |
| УКУПНО | 0                         | 0                             | 0                                    | 5                    | 5                             |

## Знамените личности
- Живота Ђурић , командант 241. ловачко-бомбардерске ескадриле ,погинуо током НАТО агресије.